# Clark Gable

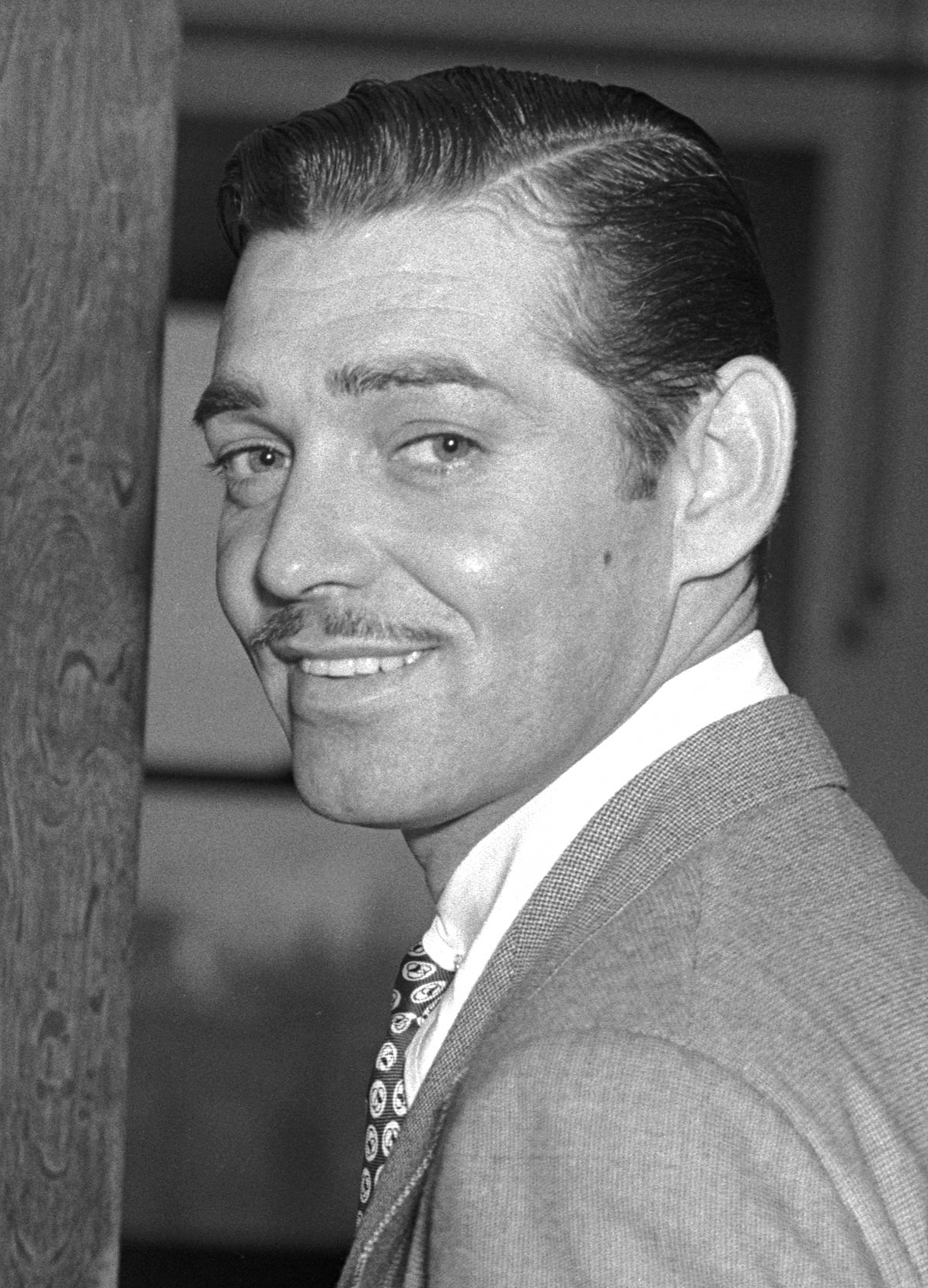
Clark Gable (1937)

William Clark Gable (* 1. Februar 1901 in Cadiz, Ohio; † 16. November 1960 in Los Angeles) war ein US-amerikanischer Schauspieler. Zwischen 1923 und 1960 drehte er über 80 Filme. Er gewann 1935 den Oscar als bester Hauptdarsteller für seinen Auftritt in Es geschah in einer Nacht. Eine seiner bekanntesten Rollen hatte er als Rhett Butler in Vom Winde verweht (1939).
Bei einer Umfrage des American Film Institute aus dem Jahr 1999 wurde Gable auf Platz sieben der größten männlichen Filmstars gewählt. In den 1930er-Jahren gab man ihm aufgrund seiner Popularität den Spitznamen „King of Hollywood“.

## Leben

### Frühes Leben und erste Filmrollen
Clark Gable wurde als Sohn von Henry „Will“ Gable (1870–1948) und seiner Ehefrau Adeline Hershelman (1869–1901) geboren. Nach dem frühen Tod seiner Mutter wuchs er bei Verwandten in Pennsylvania auf. Mit sechzehn Jahren wurde er von der High School verwiesen und schlug sich mit Gelegenheitsjobs durch, bis er die Aufführung eines Tourneetheaters sah und daraufhin beschloss, Schauspieler zu werden. Die Theatermanagerin Josephine Dillon, die später seine erste Ehefrau wurde, brachte ihn 1924 nach Hollywood, wo er sich zunächst als Statist verdingte.
Einen seiner ersten Auftritte hatte Gable 1925 in Die lustige Witwe von Erich von Stroheim. In den folgenden Jahren musste er sich allerdings mit kleinen Rollen begnügen.

### Erfolge in den 1930er-Jahren
Sein Aufstieg beim Film begann Anfang 1931 mit einer Nebenrolle in dem Western Feindschaft mit William Boyd und Helen Twelvetrees; im selben Jahr bekam Gable bei MGM einen Studiovertrag. Er wirkte 1931 in acht weiteren Spielfilmen mit und war am Ende des Jahres bereits unter den zehn kassenträchtigsten Stars von Hollywood. In dieser frühen Phase war Gable meist als Draufgänger oder Gangster zu sehen, der Frauen rau, bisweilen brutal behandelte: In Night Nurse schlägt er Barbara Stanwyck ins Gesicht, Norma Shearer wird in Der Mut zum Glück als wohlerzogene Tochter der besseren Gesellschaft von Gable schlecht behandelt und in Helgas Fall und Aufstieg wirft er eine Prostituierte die Treppe hinab.
Im Jahr 1932 trat er bereits das zweite Mal neben Jean Harlow auf, nachdem die beiden im Jahr zuvor Nebenrollen in dem wendungsreichen Gangsterfilm The Secret Six hatten. Die beiden waren ein profitables Gespann in dem Film Dschungel im Sturm, der ursprünglich mit Greta Garbo in der Hauptrolle verfilmt werden sollte. Als Harlow während der Dreharbeiten in einen Skandal verwickelt wurde, überlegte MGM kurzfristig, sie durch Tallulah Bankhead zu ersetzen. Gable war in den 1930er-Jahren acht Mal neben Joan Crawford und sieben Mal an der Seite von Myrna Loy zu sehen. Er spielte je zweimal neben Helen Hayes, Constance Bennett, Marion Davies und insgesamt dreimal an der Seite von Norma Shearer.

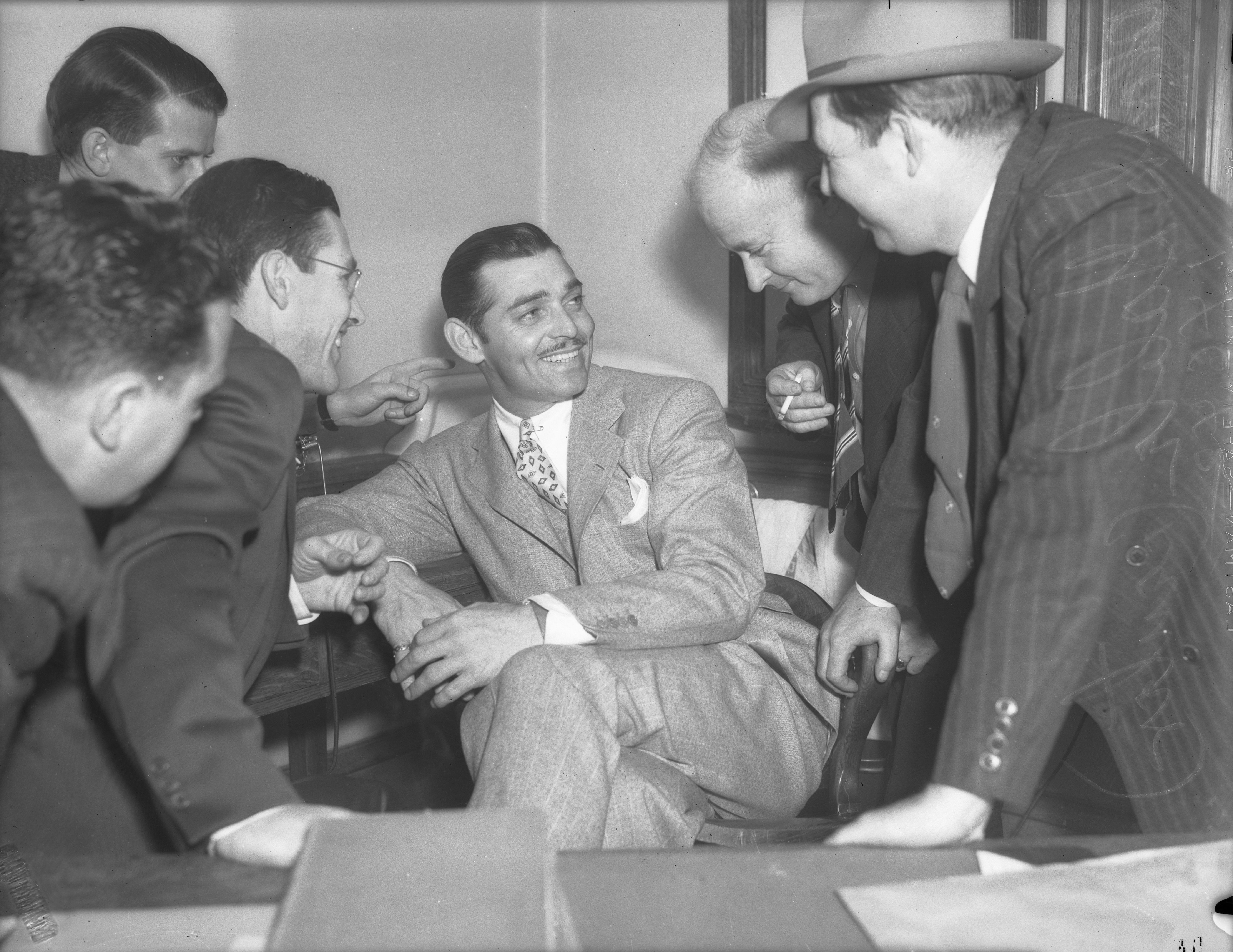
Clark Gable (Mitte, 1937)

Im Jahr 1934 wurde er nicht ganz freiwillig an Columbia Pictures für die Hauptrolle in der bis dahin sehr problembeladenen Produktion über eine durchgebrannte Erbin und einen Bus ausgeliehen. Er spielte dort an der Seite von Claudette Colbert, die ebenfalls nur unter Verdoppelung ihrer Gage die Rolle angenommen hatte, in Frank Capras Es geschah in einer Nacht. Gable erhielt bei der Oscarverleihung 1935 den Oscar als bester Hauptdarsteller. Bei der Oscarverleihung 1936 war er für seine Verkörperung des Seeoffiziers Fletcher Christian in Meuterei auf der Bounty erneut für den Oscar als bester Hauptdarsteller nominiert. Im Jahr 1937 wurde er von den Hörern einer populären Radiosendung zum „König von Hollywood“ gewählt, mit Myrna Loy als „Königin“.
1939 übernahm Gable die Rolle des Rhett Butler in Vom Winde verweht. Gable war nach übereinstimmenden Angaben einer der Initiatoren für die Auswechslung von George Cukor als verantwortlichem Regisseur und dessen Ersetzung durch Victor Fleming nach gut einem Drittel der Dreharbeiten. Der Film gewann zehn Oscars, und Gable spricht am Ende des Films den berühmt gewordenen Satz „Frankly, my dear, I don’t give a damn“, der vom American Film Institute zum bedeutendsten US-Filmzitat überhaupt gewählt wurde. Gable selbst wurde für die beste Hauptrolle nominiert, verlor jedoch gegen Robert Donat in Auf Wiedersehen, Mr. Chips.

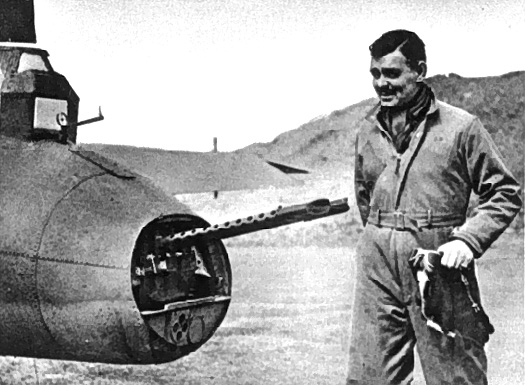
Clark Gable im Dienst der 8th Air Force in Großbritannien (1943)

Gable verpflichtete sich nach dem Tod seiner dritten Frau Carole Lombard für den Dienst bei der 8th Air Force der United States Army Air Forces in Großbritannien, wo er als Beobachter und Bordschütze in einer B-17 an fünf Einsätzen teilnahm. Er blieb dort bis Kriegsende 1945 und verließ die USAAF im Rang eines Majors.

### Spätere Karriere
Nach seiner Rückkehr zu MGM drehte er eine Reihe von unbedeutenden Filmen. Mann ohne Herz zeigte ihn an der Seite von Greer Garson in einem Melodram um eine Bibliothekarin und einen hartgesottenen Reporter. Trotz seiner vom Publikum heiß ersehnten Rückkehr auf die Leinwand, die mit dem Slogan „Gable’s Back and Garson’s Got Him!“ beworben wurde, blieb der Film an der Kinokasse hinter den Erwartungen zurück. Lange Zeit konnte Gable nicht wieder an seine alten Erfolge anknüpfen. Zu der Zeit war er häufig neben Ava Gardner oder Lana Turner zu sehen, in den vergeblichen Versuchen, die Chemie des Gespanns Gable-Harlow zu duplizieren. 1954 verließ er nach einem Direktorenwechsel das Studio MGM und arbeitete als freiberuflicher Schauspieler. Zu den bekanntesten Filmen dieser Zeit gehören der finanziell erfolgreiche Western Drei Rivalen von 1955 und die Doris-Day-Komödie Reporter der Liebe aus dem Jahr 1958.

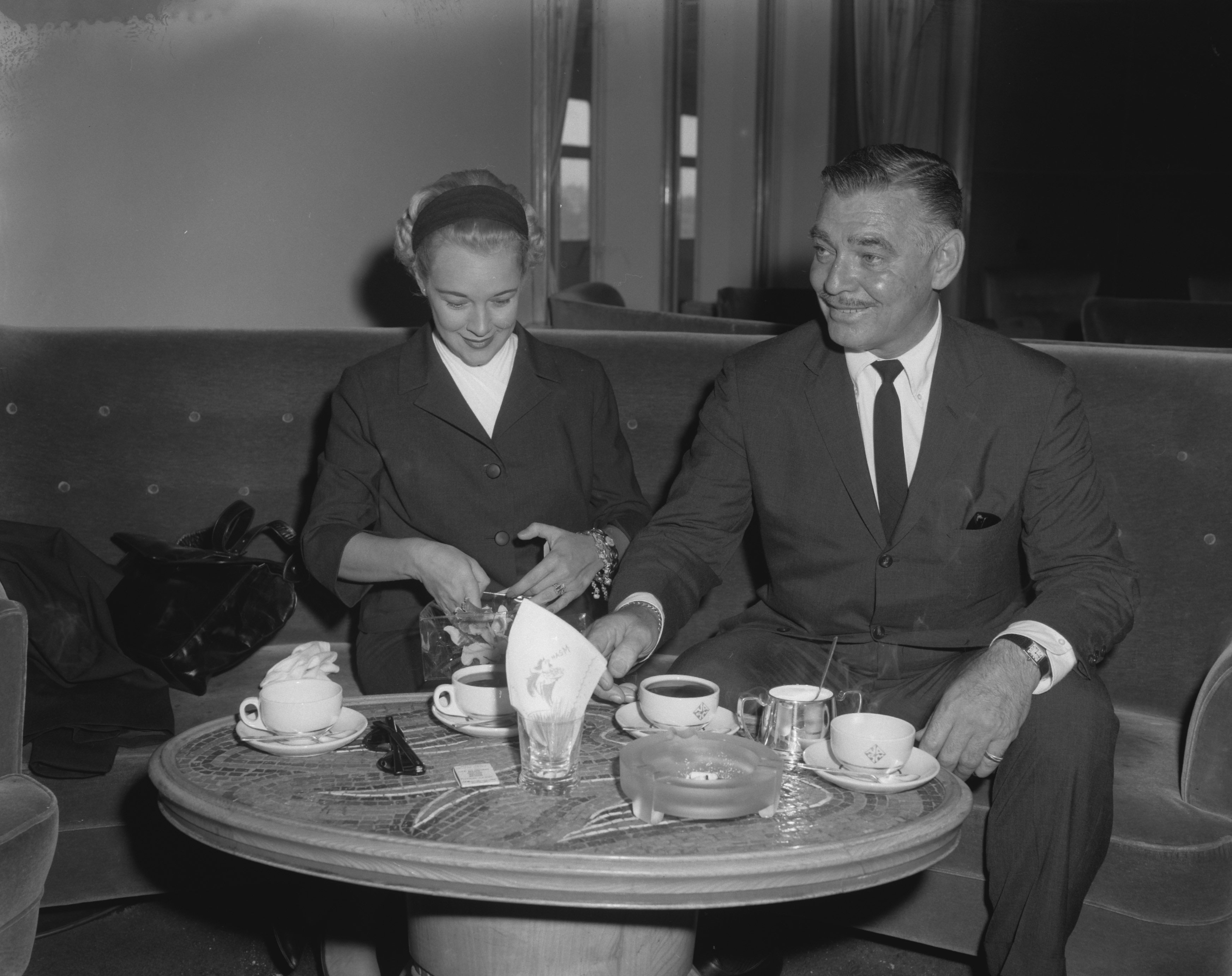
Clark Gable mit Ehefrau Kay (1959)

Im Jahr 1960 erlebte seine Karriere einen letzten Höhepunkt mit dem Film Misfits – Nicht gesellschaftsfähig. Gable spielte hier neben Marilyn Monroe unter der Regie von John Huston nach einem Buch von Monroes Gatten, dem Schriftsteller Arthur Miller. Während der chaotischen Dreharbeiten mit ständigen Drehbuchänderungen beschwerte sich der prinzipiell präzise auf seine Rolle vorbereitete Schauspieler des Öfteren bei seiner langjährigen Freundin Joan Crawford über die großen mentalen Probleme aufgrund depressiver Verstimmungen von Monroe und Montgomery Clift, die dazu führten, dass beide entweder mit Verspätung oder nicht am Set erschienen, und die daraus resultierenden stunden- und tagelangen Wartezeiten. Gable selbst betrachtete seine Darstellung eines alternden Cowboys in dem Film als seine beste Leistung seit Vom Winde verweht.
Seine deutsche Synchronstimme war häufig Siegfried Schürenberg, unter anderem in Vom Winde verweht.

### Tod und Privatleben

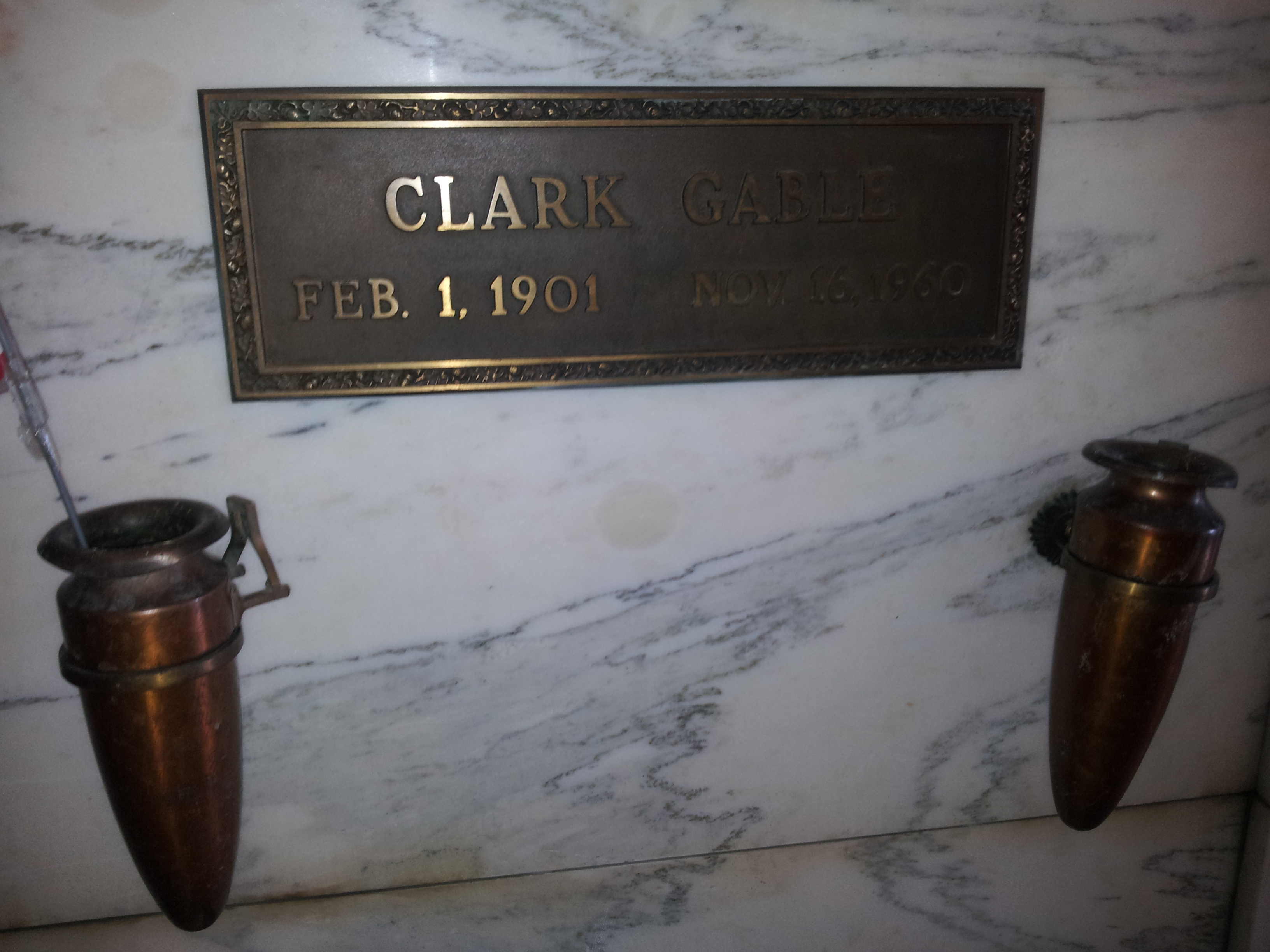
Grab von Clark Gable im Forest Lawn Memorial Park in Glendale

Clark Gable wurde kurz nach Beendigung der Arbeiten an Misfits, der posthum in den Verleih kam, im November 1960 nach einem schweren Herzinfarkt ins Krankenhaus eingeliefert, wo er einen zweiten Infarkt erlitt, an dem er verstarb. Er wurde 59 Jahre alt.
Von 1924 bis 1930 war er mit der Schauspielerin Josephine Dillon (1884–1971) verheiratet, die ihm Schauspielunterricht gab und zu ersten Rollen verhalf. 1931 heiratete er Maria Langham, mit der er bis 1939 verheiratet blieb. Noch im gleichen Jahr heiratete er in dritter Ehe seine große Liebe, die Schauspielerin Carole Lombard, die 1942 bei einem Flugzeugabsturz während einer Tour zum Absatz von Kriegsanleihen ums Leben kam. Von 1949 bis 1952 war er mit der britischen Gesellschaftsdame Sylvia Ashley (1904–1977) verheiratet. 1955 ehelichte er die Schauspielerin Kay Spreckels (1916–1983), seine fünfte und letzte Ehefrau. Sein Sohn John Clark Gable aus der Ehe mit Kay Spreckels wurde nach seinem Tod im März 1961 geboren. Seine Tochter Judy Lewis (1935–2011) aus einer Beziehung zu Loretta Young wurde von ihm nie offiziell anerkannt und erfuhr erst Jahre später, wer ihr leiblicher Vater war.
Gable wurde im „Großen Mausoleum“ im Forest Lawn Memorial Park neben seiner dritten Frau, Carole Lombard, beigesetzt. Ein Stern auf dem Hollywood Walk of Fame, Höhe 1610 Vine Street, erinnert an ihn. Gable war ein Mitglied im Bund der Freimaurer (Beverly Hills Lodge No. 528).

## Filmografie (Auswahl)
- 1924: Das verbotene Paradies (Forbidden Paradise)
- 1925: Die lustige Witwe (The Merry Widow)
- 1925: Ben Hur (Ben-Hur: A Tale of the Christ)
- 1931: Feindschaft (The Painted Desert)
- 1931: Herz am Scheideweg (The Easiest Way)
- 1931: Der Mut zum Glück (A Free Soul)
- 1931: Irrwege des Lebens (Dance, Fools, Dance)
- 1931: Vollblut (Sporting Blood)
- 1931: Helgas Fall und Aufstieg (Susan Lenox: Her Fall and Rise)
- 1931: Laughing Sinners
- 1931: Night Nurse
- 1931: Die geheimen Sechs von Chicago (The Secret Six)
- 1931: Finger Points
- 1931: Alles für dein Glück (Possessed)
- 1931: Wolkenstürmer (Hell Divers)
- 1932: Dschungel im Sturm (Red Dust)
- 1932: Polly of the Circus
- 1932: Strange Interlude
- 1932: No Man of Her Own
- 1933: Ich tanze nur für Dich (Dancing Lady)
- 1933: Die weiße Schwester (The White Sister)
- 1933: Ganovenbraut (Hold Your Man)
- 1933: Nachtflug (Night Flight)
- 1934: Es geschah in einer Nacht (It Happened One Night)
- 1934: Heirate nie beim ersten Mal (Forsaking All Others)
- 1934: In goldenen Ketten (Chained)
- 1934: Dr. Fergusons schwierigster Fall (Men in White)
- 1934: Manhattan Melodrama
- 1935: Abenteuer im Gelben Meer (China Seas)
- 1935: Meuterei auf der Bounty (Mutiny on the Bounty)
- 1935: Nach Büroschluss (After Office Hours)
- 1935: Goldfieber in Alaska (The Call of the Wild)
- 1936: Love on the Run
- 1936: San Franzisko (San Francisco)
- 1936: Kain und Mabel (Cain and Mabel)
- 1936: Seine Sekretärin (Wife vs. Secretary)
- 1937: Saratoga
- 1937: Feuer über Irland (Parnell)
- 1938: Der Testpilot (Test Pilot)
- 1938: Zu heiß zum Anfassen (Too Hot to Handle)
- 1939: Idiot’s Delight
- 1939: Vom Winde verweht (Gone with the Wind)
- 1940: Die wunderbare Rettung (Strange Cargo)
- 1940: Der Draufgänger (Boom Town)
- 1940: Comrade X
- 1941: Ein toller Bursche (Honky Tonk)
- 1941: Fluchtweg unbekannt (They Met in Bombay)
- 1942: Manila (Somewhere I’ll Find You)
- 1943: Combat America (Dokumentarfilm)
- 1945: Mann ohne Herz (Adventure)
- 1947: Der Windhund und die Lady (The Hucksters)
- 1948: Dr. Johnsons Heimkehr (Homecoming)
- 1948: Command Decision
- 1949: Hoher Einsatz (Any Number Can Play)
- 1950: Ein charmanter Flegel (Key to the City)
- 1950: Tod im Nacken (To Please a Lady)
- 1951: Colorado (Across the Wide Missouri)
- 1951: Der Cowboy, den es zweimal gab (Callaway Went Thataway) (Cameo)
- 1952: Mann gegen Mann (Lone Star)
- 1953: Mogambo
- 1953: Es begann in Moskau (Never Let Me Go)
- 1954: Verraten (Betrayed)
- 1955: Treffpunkt Hongkong (Soldier of Fortune)
- 1955: Drei Rivalen (The Tall Men)
- 1956: Heißer Süden (The King and Four Queens)
- 1957: Weint um die Verdammten (Band of Angels)
- 1958: Reporter der Liebe (Teacher’s Pet)
- 1958: U 23 – Tödliche Tiefen (Run Silent, Run Deep)
- 1959: Bei mir nicht (But Not for Me)
- 1960: Es begann in Neapel (It Started in Naples)
- 1961: Misfits – Nicht gesellschaftsfähig (The Misfits)

## Auszeichnungen
- 1935: Oscar in der Kategorie Bester Hauptdarsteller für Es geschah in einer Nacht
- 1936: Oscar-Nominierung in der Kategorie Bester Hauptdarsteller für Meuterei auf der Bounty
- 1940: Oscar-Nominierung in der Kategorie Bester Hauptdarsteller für Vom Winde verweht
- 1958: 3. Platz beim Laurel Award in der Kategorie Bester männlicher Hauptdarsteller in einer Komödie für Reporter der Liebe
- 1959: Golden-Globe-Nominierung in der Kategorie Bester Hauptdarsteller – Komödie oder Musical für Reporter der Liebe
- 1960: Golden-Globe-Nominierung in der Kategorie Bester Hauptdarsteller – Komödie oder Musical für Bei mir nicht